# La Tène

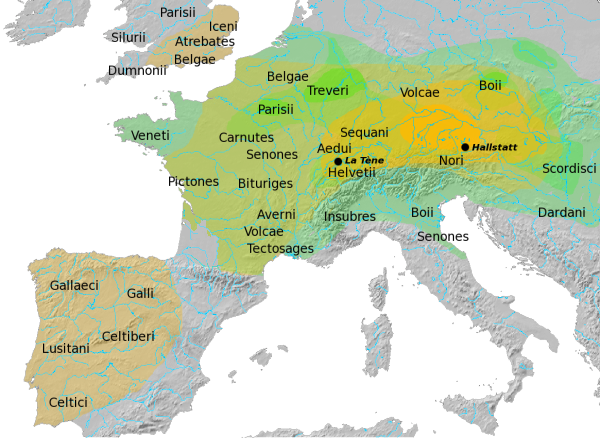
La Tène svájci település és a róla elnevezett kultúra elterjedése a térképen

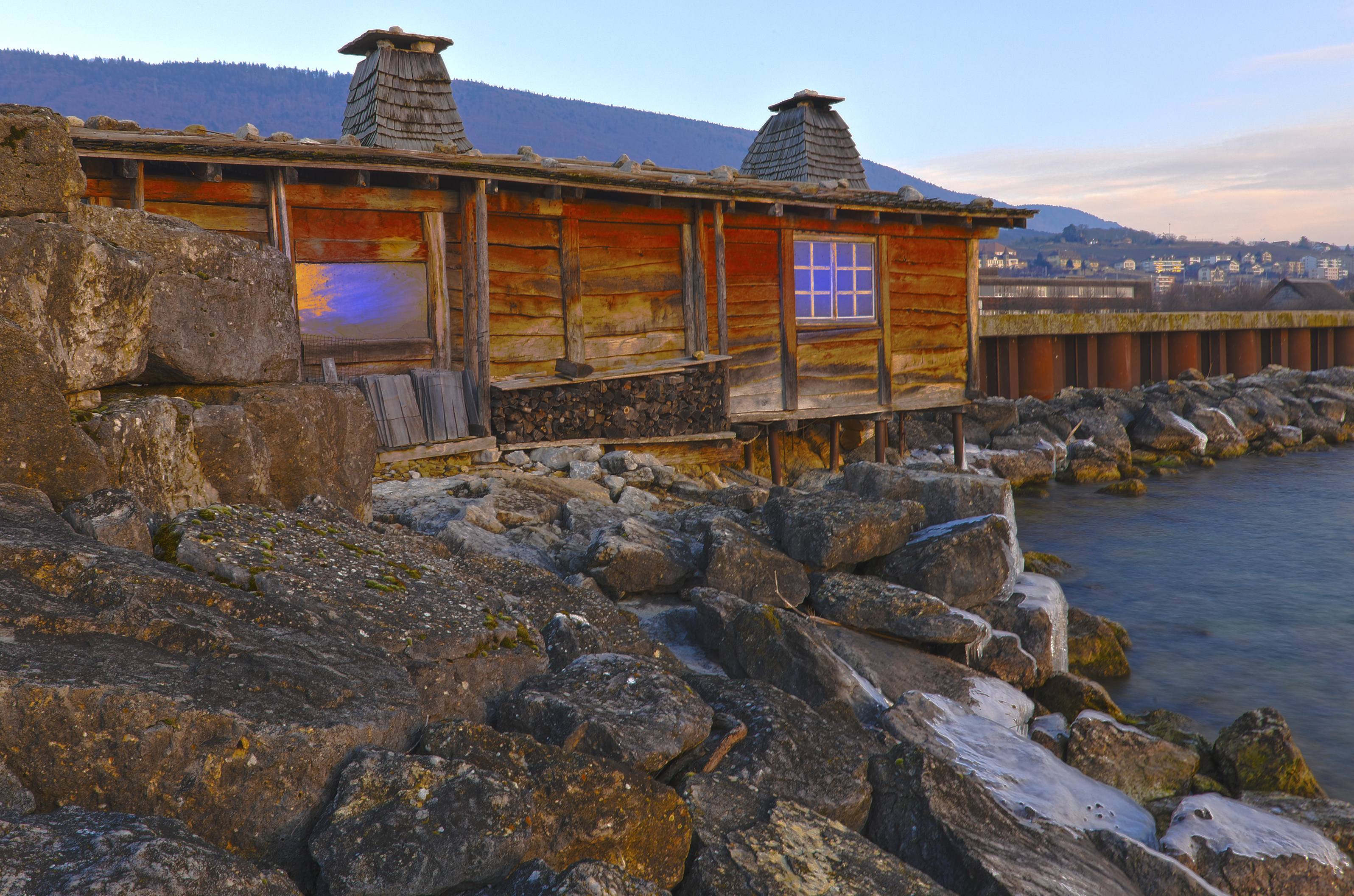
La Tène egy részlete

La Tène település a svájci Neuchâtel kanton Neuchâtel kerületében.

## Története
La Tène egy viszonylag új település, mely 2009. január 1-jén jött létre Marin-Epagnier és Thielle-Wavre települések egyesülése által.

## Fekvése
A Neuchâteli-tó északkeleti csücskében található település, ott ahol a Neuchâtel-tavat a Zihl-csatorna köti össze a Bieli-tóval.

### Közigazgatás
A település részei:
- Marin
- Epagnier
- Thielle
- Wavre

## Története
A 455 méteres tengerszint feletti magasságban fekvő La Tène lakosainak száma 2004-ben 3925 fő volt. 
Az újonnan alakult La Tène település Bieltől délnyugatra, a francia és német nyelvű régiók határán helyezkedik el. Az egykori Marin-Epagnier területén számos iparág, így mikromechanikai, elektronikai és óragyártó iparágak találhatók, itt készülnek többek között a TAG Heuer órák is.
|

## La Tène vaskori régészeti lelőhely
La Tène vaskori régészeti lelőhelye Marin-Epagnier közösségi határain belül található. La Tène az Epagnier-től délre, a Neuchâteli-tó keleti végénél fekvő tóparti terület neve volt.

## Népesség
A település népességének változása:
| Lakosok száma | 4976 | 4954 | 5000 | 5090 | 5179 |
|               | 2016 | 2017 | 2018 | 2019 | 2020 |